# مركز القطارة للفنون
مركز القطارة للفنون هو مركز فنون يقع في العين، الإمارات العربية المتحدة. مركز الفنون مخصص لفنون الإمارات العربية المتحدة.

## تاريخ
يعود تاريخ بناء الحصن حيث يقع مركز الفنون إلى العصر الحديدي. في عام 2007، كلفت هيئة أبوظبي للثقافة والتراث الابتكارات الثقافية لإنشاء مركز للفنون في مجمع قلعة القطارة. في عام 2011، تم افتتاح مركز الفنون. في يوليو 2019، أطلقت دائرة الثقافة والسياحة برنامجًا للأطفال في مركز الفنون. في أغسطس 2021، قدم بيت العود دروسًا في الموسيقى في مركز الفنون.

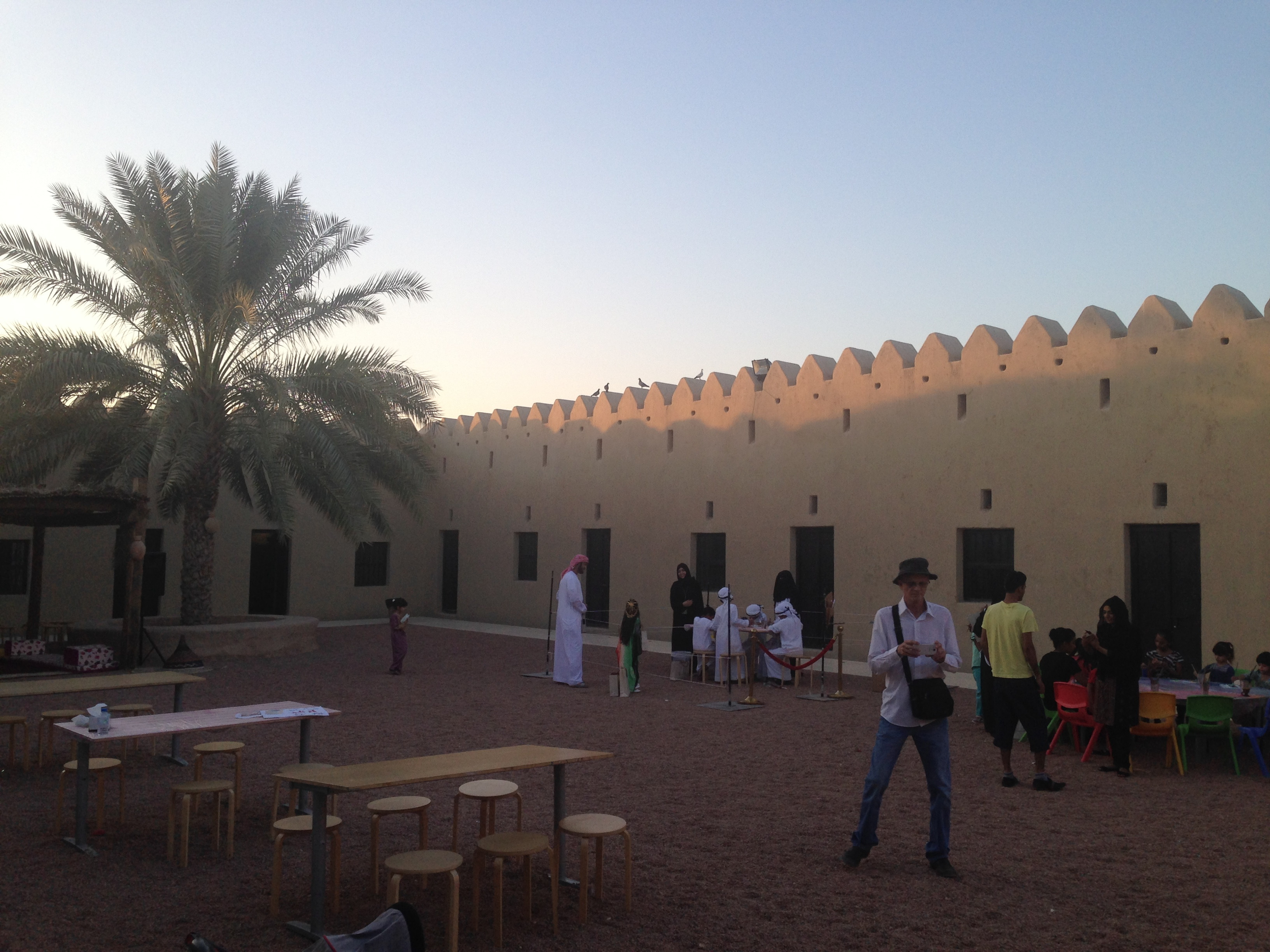
مركز القطارة للفنون

## المجموعات

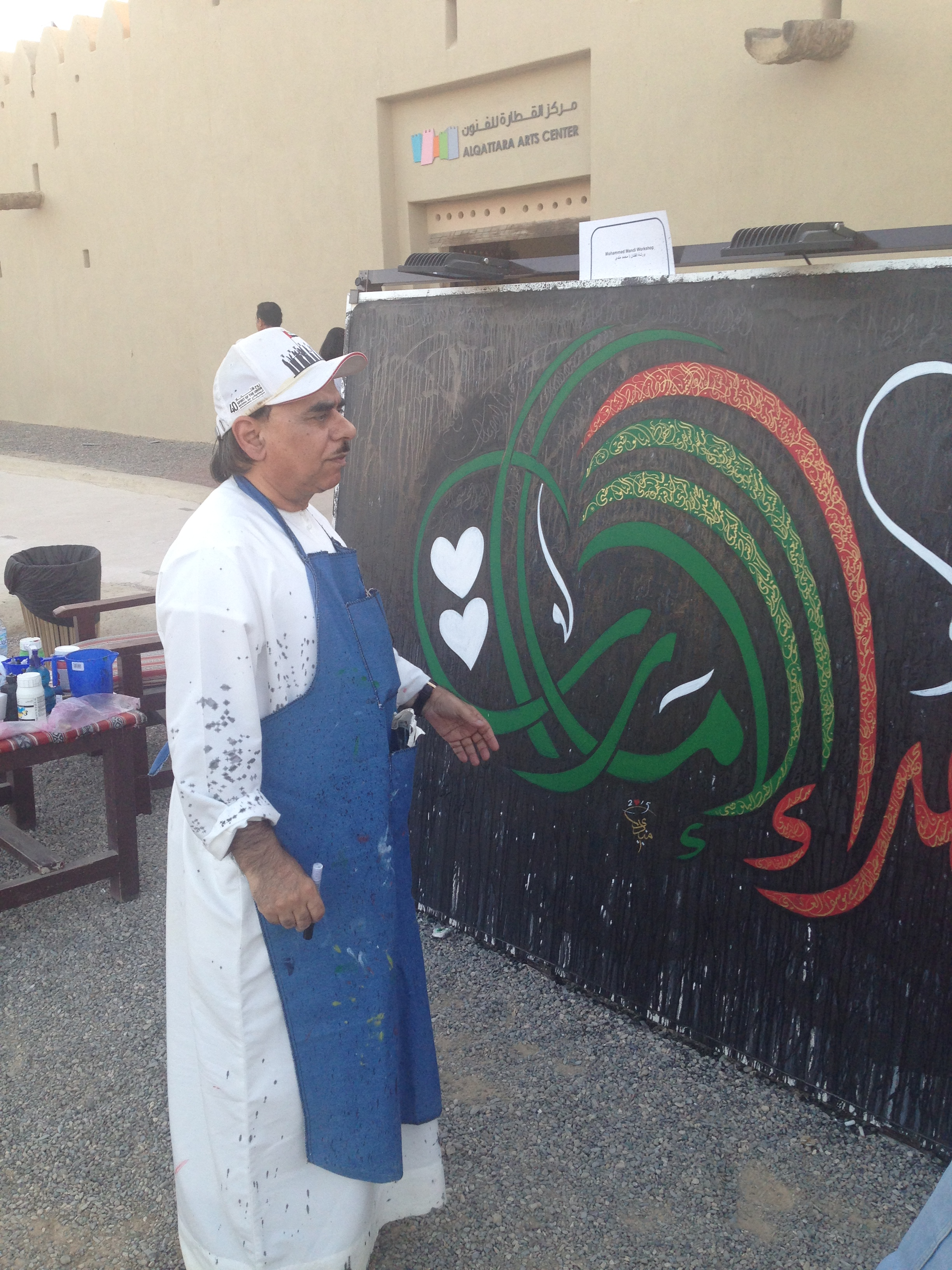
خطاط في مركز القطارة للفنون

يحتوي مركز الفنون على متحف صغير يتم فيه تخزين القطع الأثرية. تحتوي المعروضات الأثرية على قطع أثرية عثر عليها في مواقع وواحات العين. يحتوي مركز الفنون أيضًا على غرفة موسيقى وغرفة للخط وغرفة كمبيوتر وغرفة تصوير وغرفة فخارية. يضم مركز الفنون مساحات للأداء.  ويحتوي المركز الفني على أعمال لفنانين إماراتيين مثل روضة الشامسي وغانم يونس وسعود الظاهري وخالد التميمي وأحمد سعيد العارف الظاهري وسارة العضايلة ومريم السويدي. في عام 2018، قدم مركز الفنون معرضًا حول الرسم التوضيحي للأزياء، حيث يغطي مجموعة متنوعة من الأساليب المستخدمة من قبل مختلف المصممين. خلال عام 2021، قدم المركز الثقافي معرضًا حول القواسم المشتركة بين الإمارات العربية المتحدة والمملكة العربية السعودية، بالإضافة إلى معرض عن الحياة المعاصرة في الإمارات. يتميز مركز الفنون أيضًا بجداريات 12 فنانًا من الإمارات العربية المتحدة. قدم مركز الفنون معروضات عن الخط العربي التقليدي، وتاريخ الدولة، ومهمة الإمارات لاستكشاف المريخ.